# Kulosaari
Kulosaari (sueco: Brändö) es una isla y un distrito de Helsinki. La construcción de villas en la isla comenzó al principio del siglo XX. Un puente desde Sörnäinen fue abierto en 1919. Kulosaari era un municipio independiente hasta 1946, cuando fue combinado con el municipio de Helsinki.
Los tranvías se ocuparon en la isla a partir de 1910 hasta 1951. Antes de que el primer puente fuera completado, los tranvías se desplazaban con el transbordadores para llegar al centro de la ciudad. En 1982 Kulosaari consiguió su propia estación de metro, una de las estaciones originales del Metro de Helsinki. La carretera Itäväylä, que pasa por los suburbios del este de Helsinki, atraviesa la isla separándola en dos mitades. Hay proyectos para utilizar algunas partes de la carretera para construir viviendas pero dada la oposición de los habitantes de la zona es improbable que comience en un futuro próximo.
La isla tiene un tamaño de 1,81 km². La población es de 3700 personas aprox. (según censo del año 2003). 
En Kulosaari hay escuelas primarias que tienen como idioma pedagógico el finés como los que son de idioma sueco y el KSYK (Escuela Secundaria Internacional de Kulosaari).

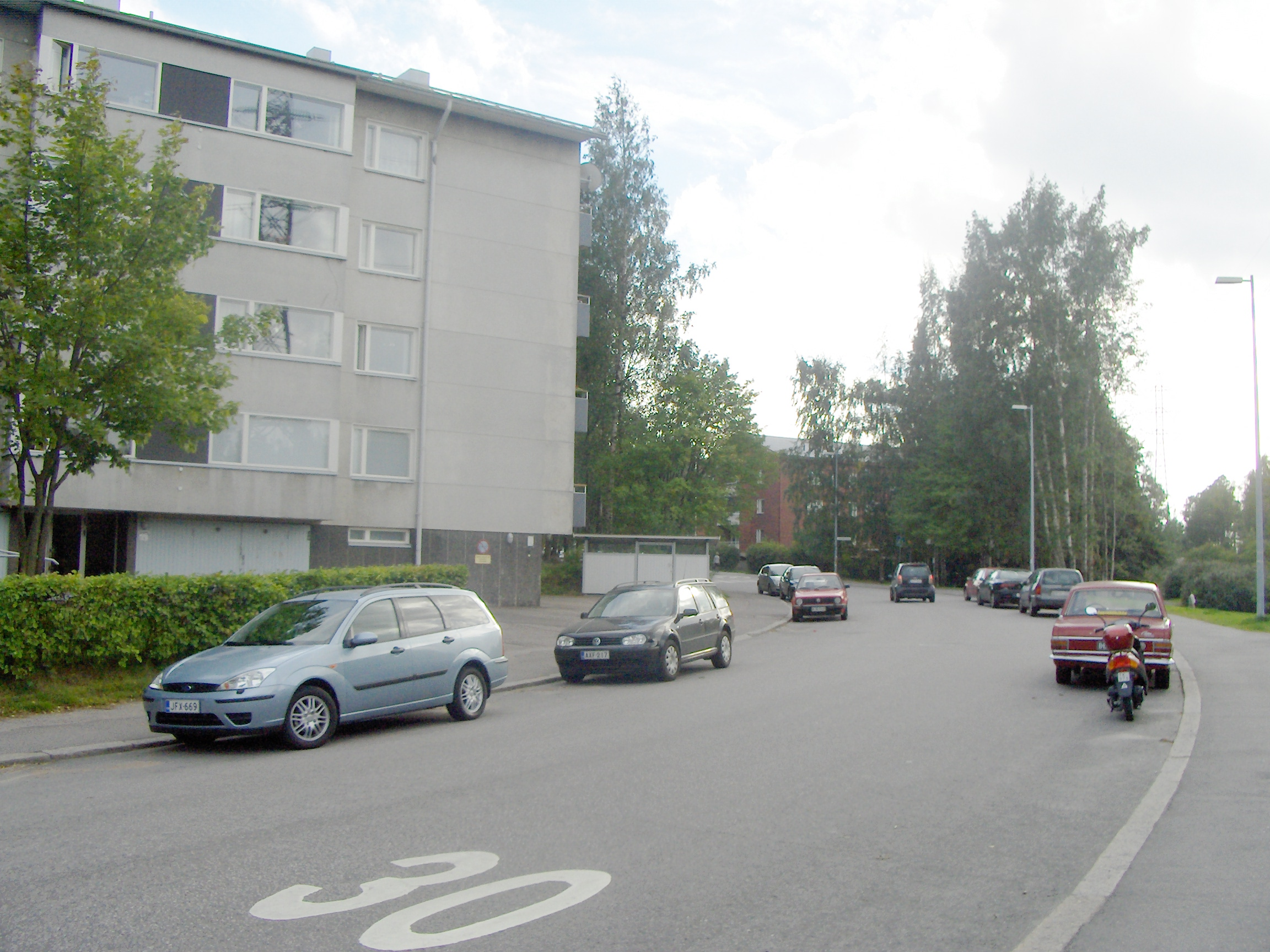
Vista de la calle "Svinhufvudintie", se observan algunos departamentos construidos en los años 1960.
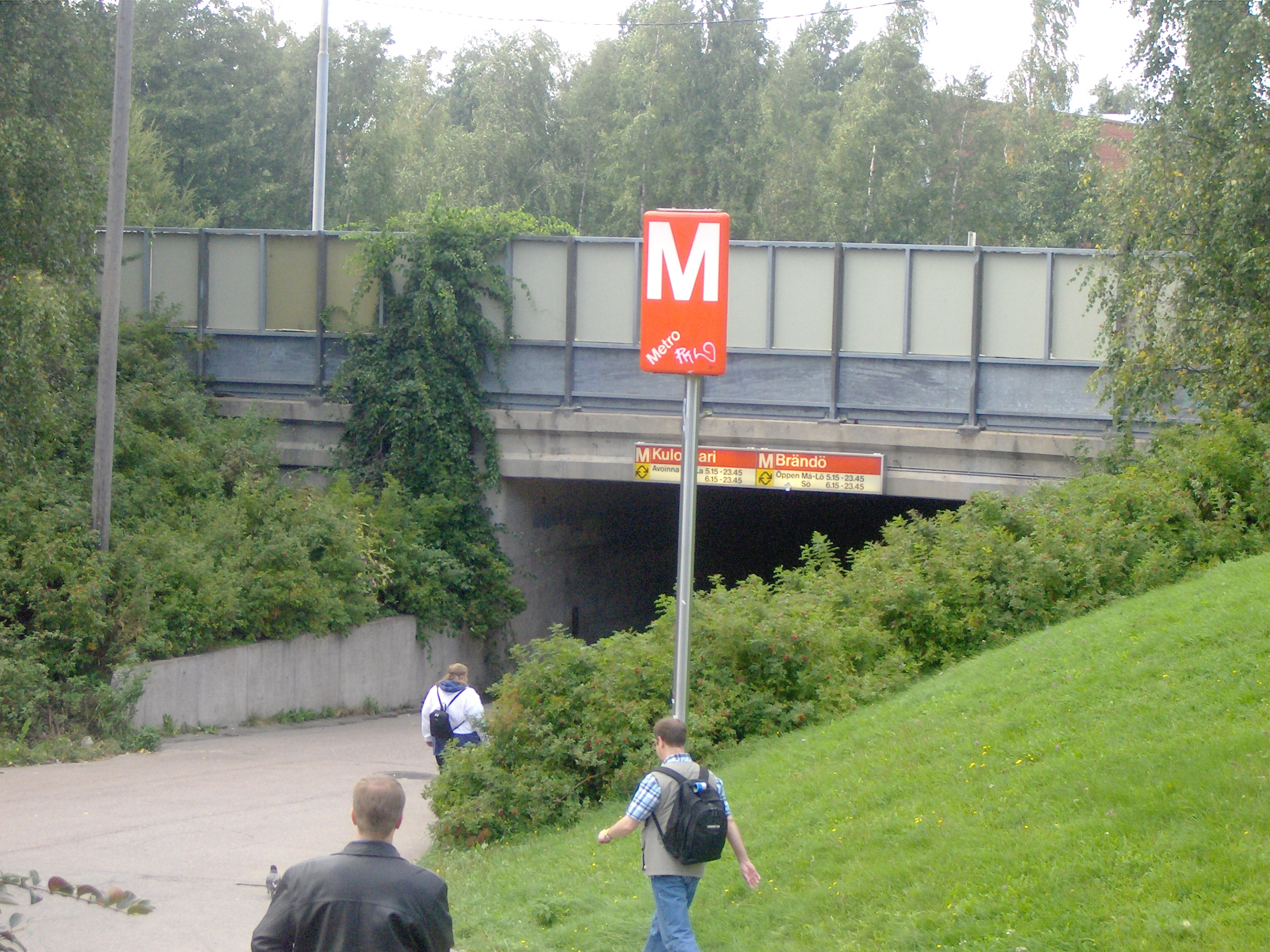
Entrada a la estación Kulosaari del Metro de Helsinki
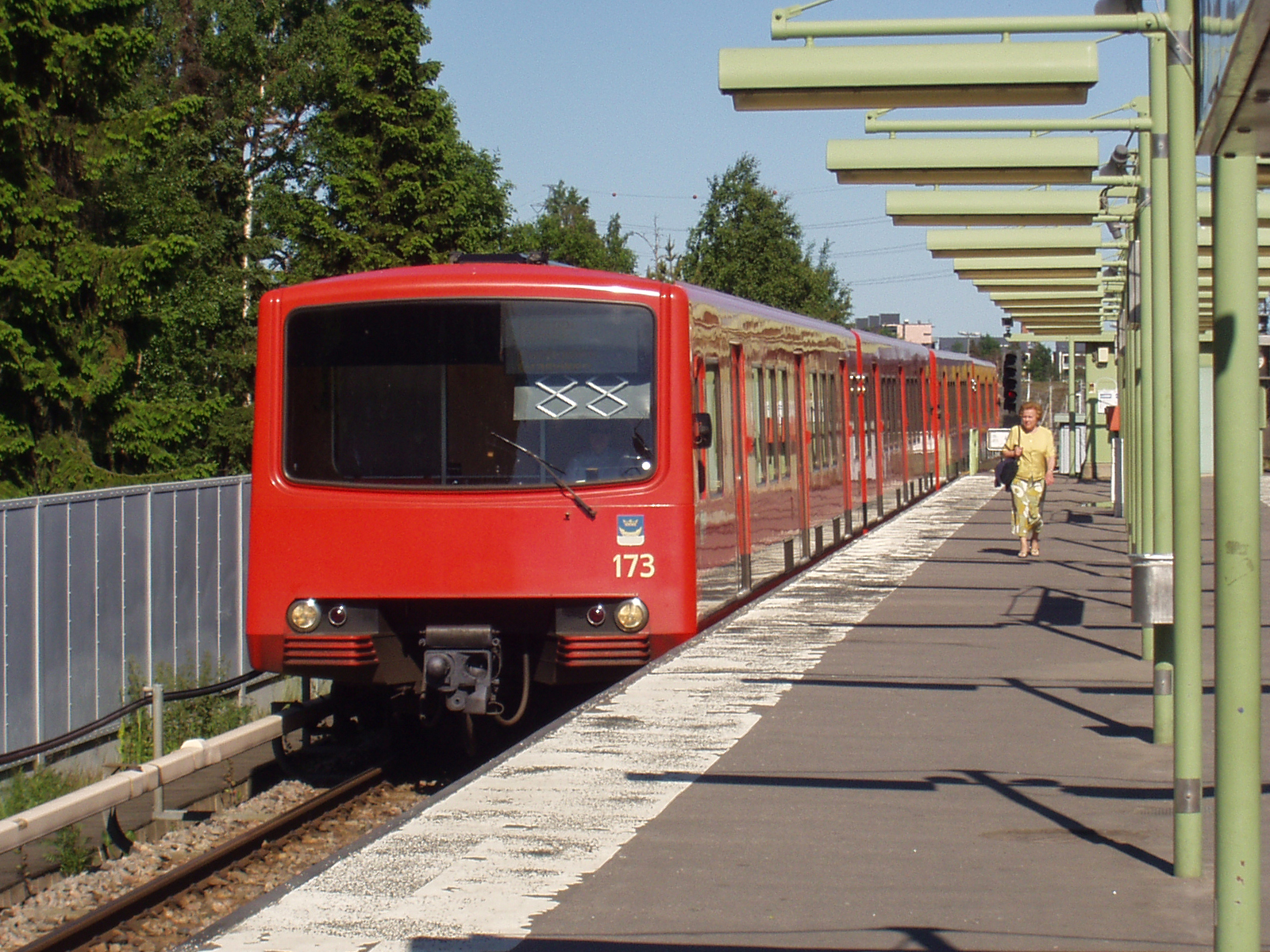
Estación Kulosaari
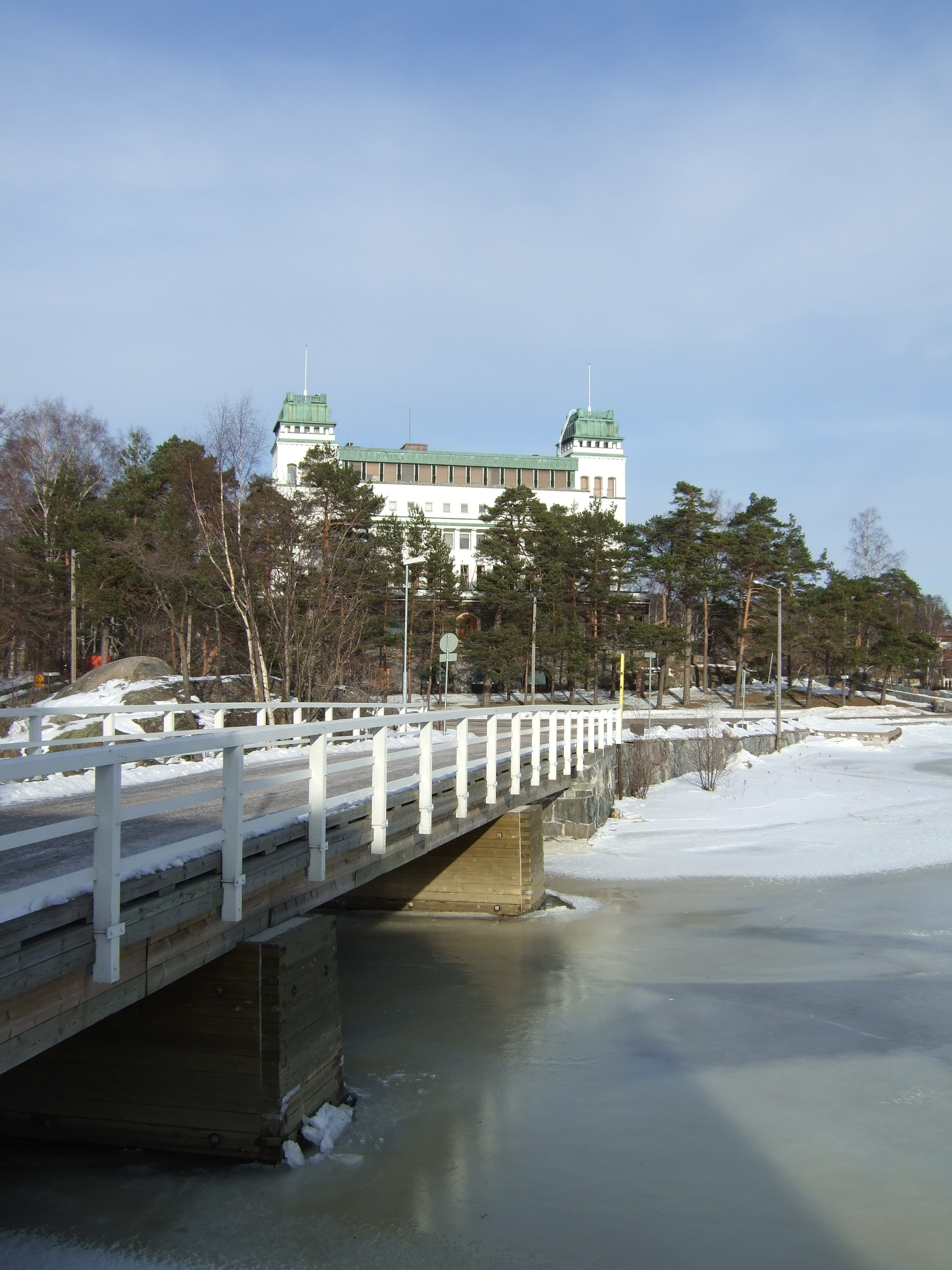
El hotel Wihuri

- Datos: Q1409059
- Multimedia: Kulosaari / Q1409059